# Тропы (альбом)
Тропы — второй студийный, двойной альбом группы «Пелагея», выпущенный вначале в Интернете 10 декабря 2009 года, а затем в марте 2010 года — на физическом носителе; записан в 2009 году в студии «На Таганке», издатель — Концерн «Группа СОЮЗ». Помимо народного, в альбоме впервые представлен авторский песенный материал участников группы.

## Об альбоме
Альбом содержит двенадцать авторских композиций, сочиненных Павлом Дешурой и Светланой Хановой при участии Андрея Старкова, а также девять переработанных народных песен. Весь материал был записан в течение 2009 года в студии «На Таганке» (Москва). В записан использовались электро-, бас- и акустическая гитара, барабаны и баян. Присутствуют также этнические инструменты: мандолина, окарина, хакасский бубен, армянская пастушечья дудочка, джумбуш.
Выход альбома планировался на апрель 2009 года, но уложиться в сроки не удалось. Первоначально был выпущен сингл «Тропы», куда вошли четыре композиции: «Ой, да не вечер», «Босанова», «Голубушка», «Мамка». Затем 10 декабря 2009 года на официальном сайте группы состоялся Интернет-релиз двойного альбома, а в марте 2010 года в магазины поступил диск под музыкальным лейблом «Студия СОЮЗ».

### Композиции
Композиция «Гаю-гаю» создана на основе оригинальной песни «Ой, крякала сера вутица» из репертуара смоленского народного фольклорного ансамбля «Живая вода».

## Рецензии
| Оценки критиков | Оценки критиков        |
| Источник        | Оценка                 |
| --------------- | ---------------------- |
| RS Russia       | ссылка                 |
| InterMedia      | ссылка                 |
| Звуки.ру        | (положительная) ссылка |

В своем обзоре музыкальный критик Гуру Кен поставил альбому 8,5 баллов из 10 и отметил, что «Пелагея, певица от Бога, создает нежное рукотканое полотно высочайшего художественного качества, вместив в 5 минут звучания былинные распевы, божественно красивые вокализы, размышления о судьбе и покаянии». Рецензент также указал, что в альбоме нашлось влияние брит-попа, Инны Желанной, а также весьма удачный синтез народных мотивов с современным рок-звучанием.
На сайте музыкального портала Gogol.ru альбому присвоена оценка 5 из 5, который по мнению рецензента полон «разнообразием стилей в сложных композициях, невероятных экспериментах с саундом, великолепных, законченных композициях, свежем синтезе богатых тембров электро-гитар и баяна». Также отмечается, что «музыка, пронизанная гитарными эффектами, напоминает манеру исполнения легенды арт-рока — Pink Floyd. А в сочетании с волшебным вокалом Пелагеи, эти традиции приобретают невероятную красоту»,.
Газета Коммерсант писала об альбоме, что «певица [Пелагея] со вкусом может столь хладнокровно менять маски, дрейфуя от манеры Инны Желанной к группе „Мельница“, от Валерии к Валентине Пономаревой».

## Список композиций
Диск 1.
| №  | Трек                | Длительность | Примечание                                           |
| -- | ------------------- | ------------ | ---------------------------------------------------- |
| 01 | Прелюдия            | 04:28        | муз. П. Дешура                                       |
| 02 | Ой, да не вечер     | 05:10        | казачья народная песня                               |
| 03 | Колечко             | 05:52        | русская народная песня из репертуара Ольги Сергеевой |
| 04 | Оборотень-князь     | 07:43        | текст С. Ханова, муз. П. Дешура                      |
| 05 | Фиолетовые сны      | 04:17        | текст С. Ханова, муз. П. Дешура                      |
| 06 | Голубушка           | 03:36        | русская народная песня в обработке Анжелы Манукян    |
| 07 | Мамка               | 05:15        | текст С. Ханова, муз. П. Дешура                      |
| 08 | Дрёма (колыбельная) | 04:55        | текст С. Ханова, муз. П. Дешура                      |
| 09 | Омут                | 04:22        | текст С. Ханова, муз. П. Дешура                      |
| 10 | Степь               | 04:16        | текст С. Ханова, муз. П. Дешура                      |

Диск 2.
| №  | Трек                     | Длительность | Примечание                                                                                    |
| -- | ------------------------ | ------------ | --------------------------------------------------------------------------------------------- |
| 01 | Пташечка                 | 05:42        | русская народная песня из репертуара Ольги Сергеевой                                          |
| 02 | Снежочки                 | 07:17        | старинная казачья песня                                                                       |
| 03 | Былинка                  | 04:41        | русская народная песня из репертуара Ольги Сергеевой                                          |
| 04 | Полночный Всадник        | 06:33        | текст С. Ханова, муз. П. Дешура                                                               |
| 05 | Гаю-гаю                  | 04:02        | русская народная песня                                                                        |
| 06 | Розы                     | 04:35        | народный романс                                                                               |
| 07 | Старики                  | 02:47        | русская народная песня                                                                        |
| 08 | Деревня                  | 05:22        | текст С. Ханова, муз. П. Дешура                                                               |
| 09 | Мамина Bossa Nova        | 04:43        | текст С. Ханова, муз. П. Дешура                                                               |
| 10 | Тропы                    | 04:54        | текст С. Ханова, муз. С. Ханова фрагмент произведения С. Рахманинова «Vocallse, Op.34, No.14» |
| 11 | (бонус) При лужке (дуэт) | 04:26        | казачья песня, дуэт с Горшком                                                                 |